# Équipe de Belgique féminine de football des moins de 17 ans
Cet article traite de l'équipe féminine. Pour l'équipe masculine, voir Équipe de Belgique des moins de 17 ans de football.
Maillots
L’équipe de Belgique féminine de football des moins de 17 ans est constituée par une sélection des meilleures joueuses belges de moins de 17 ans sous l'égide de la Fédération de Belgique de football.

## Parcours

### Parcours en Championnat d'Europe
- 2008 : Non qualifiée
- 2009 : Non qualifiée
- 2010 : Non qualifiée
- 2011 : Non qualifiée
- 2012 : Non qualifiée
- 2013 : Quatrième
- 2014 : Non qualifiée
- 2015 : Non qualifiée
- 2016 : Non qualifiée
- 2017 : Non qualifiée
- 2018 : Non qualifiée
- 2019 : Non qualifiée
- 2020 - 2021 : Editions annulées
- 2022 : Non qualifiée
- 2023 : Non qualifiée